# 피터 제임스
피터 제임스(?~?)는 고대사와 고고학을 연구하는 학자이다. 버밍엄 대학교와 런던 대학교를 나왔다.

## 저서
- 암흑의 세기
- 옛문명의 풀리지 않는 의문들(상)
- 옛문명의 풀리지 않는 의문들(하)